# Barranc de Campells II
Barranc de Campells II és un abric que conté pintures rupestres d'estil llevantí. Està situat en el terme municipal de Mequinensa (Aragó). Molt prop de la capçalera d'aquest barranc, en un aflorament rocós de la part alta del vessant dret, s'obre un petit forat amb dos espais oberts al Sud. A dintre apareixen dues figures de tendència circular pintades en vermell viu, representant dos motius en ferradura. En una de les representacions, apareixen dos motius gravats amb traç molt fi, un dels quals se superposa a la figura pintada; els motius gravats representen tectiformes.
L'abric està inclòs dins de la relació de coves i abrics amb manifestacions d'art rupestre considerats Béns d'Interès Cultural en virtut del que es disposa en la disposició addicional segona de la Llei 3/1999, de 10 de març, del Patrimoni Cultural Aragonès. Aquest llistat va ser publicat en el Butlletí Oficial d'Aragó del dia 27 de març de 2002. Forma part del conjunt de l'art rupestre de l'arc mediterrani de la península ibèrica, que va ser declarat Patrimoni de la Humanitat per la Unesco (ref. 874-652). També va ser declarat Bé d'Interès Cultural amb el codi RI-51-0009509.
Una de les hipòtesis que explica el significat d'aquesta pintura rupestre és la possessió d'aquest abric per part d'una persona o un col·lectiu. La pintura va ser estudiada per l'arqueòleg Ignacio Royo i el motiu pictòric és similiar a altres oposats i descrits al nord, ja a la Granja d'Escarp.